# Candou
Le Candou est un ruisseau du nord du département du Tarn, sous-affluent de la Garonne par le ruisseau de Saudronne et le Tarn.

## Géographie
De 11,2 km de longueur, le Candou prend sa source commune de Cadalen et se jette dans le ruisseau de Saudronne en rive droite commune de Brens. Il coule globalement du sud vers le nord et passe sous l'autoroute A68.

## Département, communes et cantons traversés
Le Candou traverse un seul département, trois communes, et deux cantons.
- Tarn : Lasgraïsses (source), Cadalen, Brens (confluent/embouchure).

Soit en termes de cantons, le Candou prend sa source dans le canton de Cadalen et conflue - avec le ruisseau de Saudronne - dans le canton de Gaillac.

## Affluents
Le Candou a six affluents répertoriés par le Sandre, dont le ravin de Verrières, long de 3,9 km.